# Cordylochernes
Genre
Cordylochernes est un genre de pseudoscorpions de la famille des Chernetidae.

## Distribution
Les espèces de ce genre se rencontrent en Amérique du Sud, en Amérique centrale, en Australie et en Afrique du Sud.

## Liste des espèces
Selon Pseudoscorpions of the World (version 3.0) :
- Cordylochernes angustochelatus Hoff, 1944
- Cordylochernes costaricensis Beier, 1932
- Cordylochernes dingo Harvey, 1990
- Cordylochernes fallax Beier, 1933
- Cordylochernes nigermanus Hoff, 1944
- Cordylochernes octentoctus (Balzan, 1892)
- Cordylochernes panamensis Hoff, 1944
- Cordylochernes perproximus Beier, 1933
- Cordylochernes potens Hoff, 1947
- Cordylochernes scorpioides (Linnaeus, 1758)

## Publication originale
- Beier, 1932 : Zur Kenntnis der Lamprochernetinae (Pseudoscorp.). Zoologischer Anzeiger, vol. 97, p. 258-267.